# Équipe d'Italie des moins de 19 ans de football
Cet article traite de l'équipe masculine. Pour l'équipe féminine, voir Équipe d'Italie féminine de football des moins de 19 ans.
Maillots
L'équipe d'Italie de football des moins de 19 ans est constituée par une sélection des meilleurs joueurs italiens de moins de 19 ans sous l'égide de la Fédération italienne de football.
Chaque année, l'équipe tente de se qualifier au Championnat d'Europe des moins de 19 ans en passant les deux tours de qualifications. La compétition disputée en juillet permet aux 6 meilleures nations d'obtenir une place à la Coupe du monde des moins de 20 ans. L'Italie a remporté l'édition 2003 sous la houlette de Paolo Berrettini avec entre autres Giorgio Chiellini, Alberto Aquilani et Giampaolo Pazzini dans ses rangs.
Depuis 2011, le sélectionneur des azzurrini est Alberigo Evani.

## Parcours en Championnat d'Europe
| - 2002 : Non qualifiée - 2003 : Vainqueur - 2004 : 1er tour - 2005 : Non qualifiée - 2006 : Non qualifiée - 2007 : Non qualifiée - 2008 : Finaliste - 2009 : Non qualifiée - 2010 : 1er tour - 2011 : Non qualifiée - 2012 : Non qualifiée - 2013 : Non qualifiée - 2014 : Non qualifiée - 2015 : Non qualifiée - 2016 : Finaliste - 2017 : Non qualifiée - 2018 : Finaliste - 2019 : 1er tour - 2020 - 2021 : Editions annullées - 2022 : Demi-finaliste - 2023 : Vainqueur |

## Effectif actuel
Les joueurs suivants ont été appelés pour disputer le Championnat d'Europe de football des moins de 19 ans 2023

Gardiens
- Lorenzo Palmisani
- Davide Mastrantonio

Défenseurs
- Fabio Chiarodia
- Lorenzo Dellavalle
- Andrea Bozzolan
- Michael Kayode
- Filippo Missori
- Iacopo Regonesi
- Alessandro Dellavalle

Milieux
- Lorenzo Amatucci
- Cher Ndour
- Giacomo Faticanti
- Luis Hasa
- Niccolo Pisilli

Attaquants
- Luca Lipani
- Francesco Pio Esposito
- Luca D'Andrea
- Nicolò Turco
- Samuele Vignato
- Luca Koleosho

## Liste des sélectionneurs
- 2000–2006:  Paolo Berrettini
- 2006–2008:  Francesco Rocca
- 2008–2010:  Massimo Piscedda
- 2010–2011:  Daniele Zoratto
- 2011–2013:  Alberigo Evani

## Anciens joueurs
| - Alberto Aquilani - Ignazio Abate - Antonio Candreva - Giorgio Chiellini - Luca Cigarini - Domenico Criscito | - Daniele De Rossi - Sebastian Giovinco - Claudio Marchisio - Riccardo Montolivo - Marco Motta - Antonio Nocerino | - Raffaele Palladino - Giampaolo Pazzini - Simone Pepe - Fabio Quagliarella - Salvatore Sirigu - Emiliano Viviano |